# Fabián Acri
Fabián Acri (Buenos Aires, 1961-Ibidem, 18 de enero de 2021) fue un actor, bailarín, maquillador, coreógrafo, director y productor teatral, y transformista argentino. Fue uno de los referentes del transformismo más destacados de su país.

## Carrera
Perdió a su padre en un trágico accidente y su madre, desde muy joven tuvo que salir a trabajar para mantener a su único hijo. Bachiller en Ciencias de la Comunicación y Humanísticas empezó a trabajar muy joven, se desarrolló como actor en la Universidad Popular de Belgrano y llegó a formar parte del Grupo de Teatro de la Universidad, CATARSIS.
Se inició en las artes escénicas en 1979, creando con Carlos Parrilla la Compañía Teatral Sanromanense. Estudió en el Conservatorio Nacional de Arte Dramático. Luego, continuó su formación con Manuel González Gil, Carlos de Urquiza, Carlos Gandolfo y Rodolfo Graziano, y danzas en el estudio de Ricardo Rivas, Freddy Romero, Alberto Agüero, Otto Werber y Moira Chapman. También estudió con algunos maestros desterrados del Teatro Colón (en época de proceso militar) que daban clases particulares para poder subsistir como: Mercedes Serrano y su marido.
Integró el Grupo Catarsis, el Grupo Fama y el Grupo Teatro Fantástico. En 1982 formó parte de los ciclos Teatro Abierto y Danza Abierta. En 1984 debutó como transformista con el Grupo Strass, logrando premios y reconocimientos. A partir de la década del 90 y hasta 2002 se dedica exclusivamente al transformismo, convirtiéndose en uno de los más importantes referentes del país. En 2012 retomó su actividad como actor de teatro. Su gran paso lo dio en el Teatro Tabarís bajo la dirección de Pepe Cibrián Campoy, con un obra con coreografía de Rubén Cuello y asistencia de Mecha Fernández, la dirección de actores de Manuel González Gil, y la música original de Óscar López Ruiz (que formaba parte del famoso quinteto de Astor Piazzolla).
En televisión, trabajó en Finalísima del humor, No toca botón, Monumental Moria, Las mil y una de Sapag, El infiel y Las gatitas y ratones de Porcel, entre otros. En cine participó en algunos films como  Cipayos (la tercera invasión) y Prisioneros de la danza. En cine su papel más destacable fue el de un adolescente enamorado del novio de su hermana, de como descubría su sexualidad y como deja atrás la adolescencia (hoy día es una película de estudio para los alumnos del Nuevo Instituto Nacional del Cine y Artes Visuales), en el cortometraje llamado Como la sombra tenue de una hoja, adaptación de un cuento de Tennessee Williams con la dirección de Óscar Aizpeolea, el cual fue llevado al Festival de Cine de Moscú, y hubo menciones para la película y para Acro. También hizo muchos videos con grandes figuras Argentinas como José Marrone, Jorge Porcel y Alberto Olmedo.
En publicidad, trabajó como actor, como cantante de jingles y como doblador. Brindó clases de actuación en el Teatro El Conventillo.
En los últimos años le habían diagnosticado Necrosis Ósea Avascular Múltiple, una enfermedad que afecta la integridad de ambos de sus hombros, ambas caderas, la pierna y pie derecho, cintura y la quinta cervical de la columna vertebral, afectando seriamente la movilidad de su cuerpo. Murió el 8 de enero de 2021 tras sufrir un infarto agudo de miocardio. Fue encontrado sin vida en la cama de su domicilio por una allegada que vivía con él. Estuvo varios días en la morgue judicial sin que nadie lo reclamase, ya que no tenía familiares y había dejado de aportar hacía muchos años a la Asociación Argentina de Actores.

## Filmografía
- 1989: Cipayos (la tercera invasión).
- 1986: Romeo y Julieta - con ritmo de tango
- 1985: Como la sombra tenue de una hoja (cortometraje).
- 1984: Prisioneros de la danza.

## Televisión
- 1990: Querido Sandro
- 1987/1990: Las gatitas y ratones de Porcel
- 1986/1990: Finalísima del humor
- 1988: Oh, Susana
- 1986: Monumental Moria.
- 1985/1987: No toca botón.
- 1985: El infiel
- 1984: Las mil y una de Sapag
- 1983/1984: El club privado de Moria Casán
- 1982: Los retratos de Andrés
- 1980: Sexitante

## Teatro
- Desarmable
- Chicago con Nélida Lobato
- Diva por dos
- Acrí estoy
- 100 % Acri
- Derroche
- Las 90-90-90
- La mujer del año
- LA CAGE AUX FOLLES con Tato Bores y Carlos Perciavalle
- Sugar
- La jaula de las locas
- El diluvio que viene
- Jettatore
- El conventillo de la Paloma
- De aquí no me voy
- Jugando con el cuerpo
- Porcel al verde vivo
- La revista del paro general
- Destapadísima
- La vida comienza mañana
- Intriga a bordo
- Irma la dulce
- Las tres perfectas M
- El caballero de la luz
- Chico de póster
- Esperando a mamá
- Pero te mataría
- 30 años no es nada
- Entre amigos
- Quo vadis
- SIDA el musical
- Dos viejas putas
- Matar al taxi boy
- Pornografía por error
- Entre amigos